# Zalar Holding
Fondé en 1974, Zalar Holding est le leader du secteur avicole Marocain et le seul acteur verticalement intégré sur l’ensemble de la chaîne de valeur. En effet, le Groupe détient des parts de marché dominantes dans cinq secteurs d’activités : négoce, nutrition animale, accouvage, élevage et abattage & transformation.
Les activités du Groupe, portées par plus de 2 200 collaborateurs, sont réparties sur l’ensemble du territoire national, principalement autour des zones d’influence de Casablanca et Fès. 

## Historique du Groupe
| 1974 | Création de la société El Alf par la famille Chaouni |
| 1978 | Création de la société Couvnord |
| 1993 | Création des sociétés Graderco et Alimaroc |
| 2003 | Constitution de la société anonyme Holding Zalagh, regroupant les activités industrielles de la famille Chaouni                                                                                             |
| 2007 | Rachat de la société Eldin |
| 2009 | Rachat de la société Banchereau Maroc |
| 2009 | Naissance du groupe Atlas Zalagh Holding ou par abréviation Atzal à la suite de la fusion des Groupes Al Atlas et Zalagh                                                                                    |
| 2010 | Récompense à l’édition 2010 du SIAM pour l’intégration des activités du Groupe |
| 2011 | Adoption de la forme juridique d’une Société anonyme à Directoire et Conseil de Surveillance |
| 2011 | Prise de contrôle de 100 % des parts d’Atzal par la famille Chaouni |
| 2012 | Changement de dénomination sociale de Atlas Zalagh Holding à Zalagh Holding |
| 2013 | Augmentation de capital souscrite par la Société Financière Internationale à hauteur de 17,9 % du capital de Zalagh Holding                                                                                 |
| 2014 | Levée d’un emprunt obligataire de 350 millions de dirhams par appel public à l’épargne et d’un emprunt de 125 millions de dirhams auprès de la Banque Européenne pour la reconstruction et le développement |
| 2014 | Attribution par l’agence Fitch Ratings de la notation de long terme « B+ » avec perspective « Stable » |
| 2015 | Augmentation de capital souscrite par Seaboard Corporation à hauteur de 12 % du capital de Zalagh Holding                                                                                                   |
| 2015 | Création de Zalar Africa |
| 2015 | Adoption de la dénomination sociale Zalar Holding |
| 2015 | Retour à la forme juridique à Direction et Conseil d'Administration |
| 2016 | Refonte du logo Zalar avec l’adoption d’un symbole volaille aux couleurs du Maroc |

## Gouvernance et Institutionnalisation du Groupe
Au début de l'année 2008, une même réflexion menée séparément incite les deux Groupes Zalar et Al Atlas à envisager un rapprochement stratégique afin de créer un méga pôle dans le secteur avicole/agroalimentaire. Le 3 juillet 2009, les deux Groupes fusionnent pour donner naissance à Atzal Holding, premier groupe avicole intégré du Maroc.
Le rachat de 100 % du Groupe par la famille Chaouni en 2011 va permettre de développer une stratégie d'expansion .
En novembre 2013, Zalar Holding accueille dans son tour de table la Société Financière Internationale, filiale de la Banque Mondiale. En novembre 2014, Zalar Holding lance un emprunt obligataire de 350 millions de dirhams et un placement privé de 125 millions de dirhams auprès de la Banque Européenne pour la Reconstruction et le Développement. En juin 2015, Seaboard Corporation, le conglomérat industriel américain spécialisé dans les secteurs de l’agroalimentaire, du négoce et du transport maritime, intègre le tour de table de Zalagh Holding. 

## Pôles d'activités
Premier groupe avicole intégré au Maroc, Zalar Holding maitrise l’ensemble des maillons de la chaine avicole et se démarque par la pluralité de ses activités structurées en cinq pôles distincts :
1/ Négoce
2/ Nutrition animale
3/ Accouvage
4/ Élevage
5/ Abattage & Transformation

## Métiers

### Négoce
Ce sont les sociétés Graderco, Alimaroc et Promograins qui opèrent dans l'importation et le négoce de matières premières. Le Groupe dispose aussi d'importantes capacités de stockage à Mohammedia et Jorf Lasfar.

### Nutrition Animale
Les sociétés intervenant dans la fabrication d'aliments pour volailles et bétail sont Agro Industrielle Al Atlas à Casablanca et El Alf à Fès. Elles produisent une marque commune, Alf Al-Maghrib. La société Feed & Food produit quant à elle des premix et des additifs alimentaires et vient compléter le pôle nutrition animale du Groupe.

### Accouvage et Élevage
Ces activités du Groupe sont caractérisées par la production de dindonneaux et de poussins ainsi que dans l'élevage de dindes. Les sociétés portant ces activités sont Couvnord, Atlas Couvoirs et UMA Volailles qui disposent d'une vingtaine de fermes à la pointe de la technologie reparties sur l'ensemble du Royaume.

### Abattage & Transformation
Ces activités renvoient à l'abattage, le conditionnement et la distribution de viande de volailles et de charcuterie à travers l'intervention des sociétés Eldin et Banchereau Maroc sous la marque phare Dindy. 